# Barbora Skočdopolová
Barbora Skočdopolová (* 1982 Praha) je česká herečka a zpěvačka. Působí ve stálém angažmá ve Studiu Ypsilon v Praze a na dalších pražských scénách (Hudební divadlo Karlín).

## Dětství a studium
Barbora se narodila v Praze (1982) v herecké rodině. Otec Petr Popelka byl jedním z mála členů populárního pražského divadelního souboru Studio Ypsilon, jenž pamatoval ještě účinkování souboru na mateřské scéně v Liberci. Matka Hana Kolářová je známou českou loutkoherečkou.
Barbora od dětství zpívá a tancuje. Nadějná žákovská gymnastická reprezentantka posléze přesedlala na akrobatický rokenrol, kde Českou republiku několikrát reprezentovala na evropských i světových soutěžích. Vystudovala Akademické gymnázium v Praze s dvojjazyčným česko-francouzským zaměřením, posléze zamířila na obor herectví na Katedře alternativního a loutkového divadla DAMU v ročníku Jana Schmida. Ve stejném úspěšně absolvovala i přijímačky na Právnickou fakultu University Karlovy, pro své další směřování si však zvolila herectví a zpěv. Jejím absolventským představením byla titulní role v divadelním přepisu románu Raymonda Queneaua Zazie v metru (divadlo DISK). Do školních lavic se pak vrátila v roce 2012, aby absolvovala tři ročníky studia portugalistiky na FF UK v Praze.

## Divadelní angažmá
Osudové spojení s Janem Schmidem, vůdčí osobností originálního pražského souboru, souputníka otce Petra Popelky, vyústilo v její angažmá na stejné scéně, jíž poznávala od dětství: Studia Ypsilon. Už během studií v Ypsilonce hostovala. Již během studií se objevila mj. v roli Ellen Elsonové v osobitém ztvárnění hry Alfreda Jarryho v Ypsilonce uváděné pod názvem Nadsamec Jarry (Ellen Elsonová). Posléze se objevila v představeních Vdovou proti své vůli (Cecílie), Z jejího života (Soudružka), Kam vítr tam pláž, V sedmém pádu, Prodaná nevěsta (Vendulka), Faust a Markétka (Pauline Viardotová), TGM aneb Masaryk mezi minulostí a dneškem (Olga).
V současnosti patří Barbora mezi nejvýraznější osobnosti souboru s angažmá v naprosté většině repertoáru této originální pražské scény. Aktuálně účinkuje v inscenacích Rusalka nejen podle Dvořáka (Rusalka), Babička se vrací (Komtesa Hortensie) Vratká prkna (Herečka 2 – Liduška), Proměna aneb Řehoř už toho má dost (Příbuzná), Swing se vrací neboli O štěstí (Rebeka), Varieté Freda A. aneb Chytání větru (Mladá Ginger), Kostky jsou vrženy aneb Don Juan a hlavně Pocta Jaroslavu Ježkovi (Isabel), Utíkejte, slečno Nituš! (Herečka Sylvie), Spálená 16 (Hana Kvapilová, Sofie Podlipská), Sen noci svatojánské, jak se nám zdá (Helena) a Let do Nebe (režie Arnošt Goldflam).

## Zpěv
Barbora Skočdopolová je talentovanou zpěvačkou, o čemž svědčí její angažmá na muzikálové scéně (zejména Hudební divadlo v Karlíně). Mimo HDK účinkovala také v muzikálu Mamma Mia (2014, režie Antonín Procházka) v Karlíně pak v úspěšných muzikálech Bonnie a Clyde (2016, režie Antonín Procházka) či v dvojroli v muzikálu Sestra v akci (2017).
Barbora svůj originální hlasový projev prezentovala rovněž ve známé kapele Botafogo Jana Jiráně či ve skupině Vrtule I.

## Film a televize
Barbora Skočdopolová účinkovala v seriálu Ohnivý kuře (TV Prima, 2016–2018) a objevila se v roli gynekoložky ve filmu Rudolfa Havlíka Bábovky (2020).

## Osobní život
Barbora Skočdopolová je vdaná, má syna Ondřeje (2012). Ve volném čase aktivně běhá, píše poezii a překládá z portugalštiny.